# Eniclases slipinskii
Eniclases slipinskii – gatunek chrząszcza z rodziny karmazynkowatych, opisany przez małżeństwo czeskich entomologów L. i M. Bocák w 1991. Nazwa gatunkowa została nadana na cześć polskiego entomologa Stanisława Ślipińskiego.